# Kaiserlicher Stall (Grundlsee)

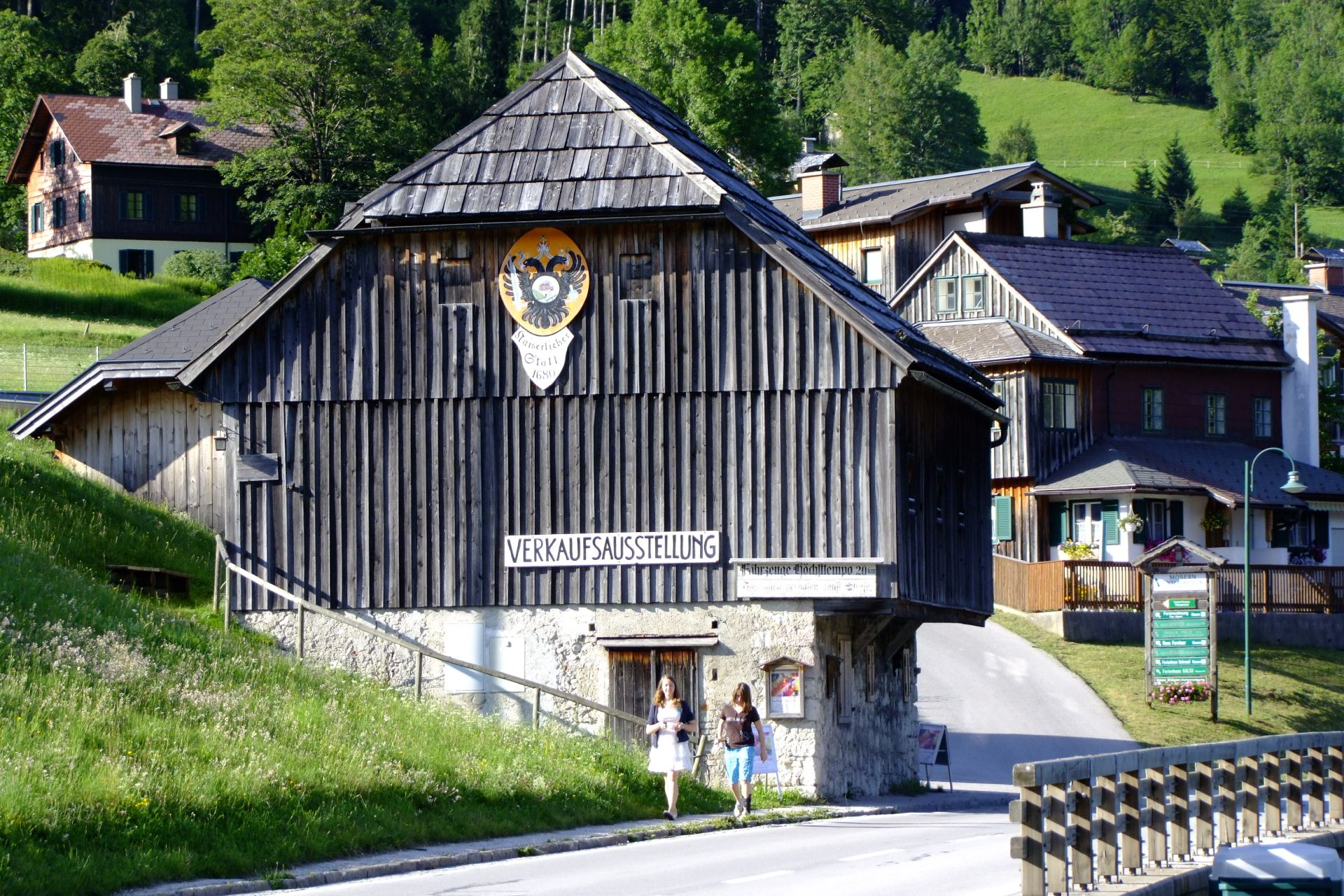
Kaiserlicher Stall von Westen

Der Kaiserliche Stall ist ein ehemaliges Stallgebäude im Ortsteil Mosern der Ausseerland-Gemeinde Grundlsee im steirischen Bezirk Liezen. Er steht unter Denkmalschutz (Listeneintrag).

## Geschichte
Im Jahr 1568 wurde ein Fischmeisterhaus am Seebeginn an der vorderen Clausen erwähnt. Dieses ist das heute noch bestehende Forsthaus im Mosern 19, das vor einigen Jahren vom Eigentümer, den Österreichischen Bundesforsten renoviert wurde. Zu diesem Fischmeisterhaus gehörte neben Anger und Wiesen auch ein Stadel sowie einen Reitstall. Einer davon ist der sogenannte Kaiserliche Stall.
Sein Name erinnert an die Zeit, als das Fischmeistergut noch „Kaiserlich-hohes Forstärar“ war.
„Der Vischmeister am Crunglsee hat zwo khuefuehr“, eine rechtliche Eintragung von 1787, erlaubte es dem Fischmeister, zwei Kühe halten zu dürfen. Diese Eintragung wurde auch von den Forstbeamten wahrgenommen. Die Förster von der Nord- sowie der Südseite des Grundlsees konnten jeweils eine Kuh im Kaiserlichen Stall einstellen. Im hölzernen Obergeschoß wurde Heu gelagert.
1928 wurde das gesamte Anwesen dem Bundesschatz einverleibt und gelangte 1941 in das Eigentum der Reichsforstverwaltung des Deutschen Reiches. 1947 ging es wieder in den Besitz der Republik Österreich über, die es 1952 namentlich an die Österreichischen Bundesforste weitergab. Der ehemalige Stall diente aber seither nicht mehr als Stall, sondern wurde als Lagerraum und Auszahlungsraum für die Holzknechte verwendet.
1987 erwarb die Gemeinde Grundlsee das Grundstück samt dem Kaiserlichen Stall von den Österreichischen Bundesforsten. Der Stall wird seit 1992 von der Kulturellen Arbeitsgemeinschaft Grundlsee gepachtet und für verschiedene Ausstellungen während der Sommermonate genutzt. Anfangs konnte nur ein Raum genutzt werden, 1995 konnten für die Ausstellung „Das Wiener Burgtheater am Grundlsee“ zwei weitere Räume als Ausstellungsräume adaptiert werden. Seit 1996 stehen die zwei hölzernen Obergeschoße komplett für Ausstellungen zur Verfügung. Das gemauerte Erdgeschoß wird von der Arbeitsgemeinschaft als Arbeits- und Lagerraum genutzt.